# اجیویا
اَجیوِیا (به نروژی: Edgeøya) (نروژی: [ˈɛdʒˌœ͡ʏɑ]) یک جزیرهٔ نروژی است که در جنوب‌شرق مجمع‌الجزایر سوالبارد واقع شده است. این جزیره با مساحتی معادل ۵٬۰۷۳ کیلومتر مربع (۱٬۹۶۰ مایل مربع)، سومین جزیرهٔ بزرگ در این مجمع‌الجزایر است. این جزیره که از نوع شمالگان است، بخشی از ذخیره‌گاه طبیعی سوالبارد جنوب شرقی است که خانهٔ خرس‌های قطبی‌ها و گوزن‌های شمالی محسوب می‌شود. یک میدان یخچالی بخش شرقی آن را پوشانده است. این جزیره نام خود را از تامس اج (درگذشتهٔ ۱۶۲۴)، یک تاجر و شکارچی نهنگ انگلیسی گرفته است. امروزه این جزیره به ندرت بازدید می‌شود و توسعهٔ امکانات گردشگری به دلیل وضعیت منطقهٔ حفاظت‌شدهٔ آن بر اساس قانون ممنوع است.